# Tome du Champsaur
Tome du Champsaur (graphie française la plus proche du dialecte local) ou tomme du Champsaur 
est une appellation d'origine non protégée regroupant différentes appellations fromagères françaises comme les tomes de Tende, les tomes de la Vésubie, les tomes des Vigneaux, les tomes du Queyras et les tomes de l'Ubaye toutes élaborées dans la vallée du Champsaur. Ce sont des fromages à pâte molle de lait de vache.

## Présentation
Ces tomes se présentent sous deux états: les tomes fraîches et les tomes de garde. Les premières sont transformées toute l'année par des coopératives agricoles et des laiteries (Queyras et Barcelonnette) et représente 30 tonnes/année. Les secondes sont des productions fermières saisonnées réalisées en quantité moindre par deux familles vivant d'agriculture.

## Forme
Cette tome a la forme d'un cylindre de 25 à 30 cm de diamètre, et d'une hauteur variant entre 6 et 8 cm. Sa croûte est striée de couleur gris blanc. Quant à la tome fraîche, sa couleur s'étend du blanc franc au crème soutenu, elle a une hauteur standard de 4 cm et un diamètre de 15 cm.